# Bengalia lyneborgi
Bengalia lyneborgi är en tvåvingeart som beskrevs av James 1966. Bengalia lyneborgi ingår i släktet Bengalia och familjen spyflugor. Inga underarter finns listade i Catalogue of Life.